# Mogravadi
Mogravadi is een census town in het district Valsad van de Indiase staat Gujarat. 

## Demografie
Volgens de Indiase volkstelling van 2001 wonen er 17520 mensen in Mogravadi, waarvan 53% mannelijk en 47% vrouwelijk is. De plaats heeft een alfabetiseringsgraad van 78%. 